# Eisschnelllauf-Sprintweltmeisterschaft 1994
Die 25. Eisschnelllauf-Sprintweltmeisterschaft wurde vom 29. bis 30. Januar im kanadischen Calgary (Olympic Oval) ausgetragen.

## Wettbewerb
- 63 Sportler aus 18 Nationen nahmen am Mehrkampf teil

| Teilnehmende Nationen                | Teilnehmende Nationen                          | Teilnehmende Nationen                    | Teilnehmende Nationen              | Teilnehmende Nationen      |
| ------------------------------------ | ---------------------------------------------- | ---------------------------------------- | ---------------------------------- | -------------------------- |
| Australien Österreich Belarus Kanada | Volksrepublik China Finnland Deutschland Japan | Kasachstan Südkorea Niederlande Norwegen | Rumänien Russland Schweiz Schweden | Ukraine Vereinigte Staaten |

### Frauen

#### Endstand
- Zeigt die zwölf erfolgreichsten Sportlerinnen der Sprint-WM

| Rang | Name              | 1. Lauf 500 Meter | Pkt.  | 1. Lauf 1.000 Meter | Pkt.  | 2. Lauf 500 Meter | Pkt.  | 2. Lauf 1.000 Meter | Pkt.  | Gesamt- pkt. |
| ---- | ----------------- | ----------------- | ----- | ------------------- | ----- | ----------------- | ----- | ------------------- | ----- | ------------ |
| 1    | Bonnie Blair      | 39,29 (1)         | 39,29 | 1:18,88 (1)         | 39,44 | 39,12 (1)         | 39,12 | 1:19,11 (1)         | 39,55 | 157,405      |
| 2    | Angela Hauck      | 39,83 (6)         | 39,83 | 1:19,79 (3)         | 39,89 | 39,65 (6)         | 39,65 | 1:19,29 (2)         | 39,64 | 159,020      |
| 3    | Xue Ruihong       | 39,54 (3)         | 39,54 | 1:20,72 (10)        | 40,36 | 39,22 (2)         | 39,22 | 1:19,92 (5)         | 39,96 | 159,080      |
| 4    | Yoo Seon-hee      | 39,59 (4)         | 39,59 | 1:19,71 (2)         | 39,85 | 39,46 (3)         | 39,46 | 1:20,83 (11)        | 40,41 | 159,320      |
| 5    | Ye Qiaobo         | 39,61 (5)         | 39,61 | 1:20,43 (8)         | 40,21 | 39,90 (9)         | 39,90 | 1:19,84 (4)         | 39,92 | 159,645      |
| 6    | Monique Garbrecht | 39,85 (7)         | 39,85 | 1:20,17 (7)         | 40,08 | 40,00 (10)        | 40,00 | 1:19,44 (3)         | 39,72 | 159,655      |
| 7    | Kyoko Shimazaki   | 40,00 (9)         | 40,00 | 1:21,43 (14)        | 40,71 | 39,62 (4)         | 39,62 | 1:20,38 (8)         | 40,19 | 160,525      |
| 8    | Shiho Kusunose    | 40,18 (11)        | 40,18 | 1:20,00 (6)         | 40,00 | 40,49 (15)        | 40,49 | 1:19,98 (6)         | 39,99 | 160,660      |
| 9    | Susan Auch        | 39,51 (2)         | 39,51 | 1:21,49 (16)        | 40,74 | 39,64 (5)         | 39,64 | 1:22,13 (19)        | 41,06 | 160,960      |
| 10   | Catriona LeMay    | 40,22 (12)        | 40,22 | 1:21,55 (17)        | 40,77 | 39,80 (7)         | 39,80 | 1:21,25 (13)        | 40,62 | 161,420      |
| 11   | Sabine Völker     | 40,14 (10)        | 40,14 | 1:21,48 (15)        | 40,74 | 40,07 (11)        | 40,07 | 1:21,47 (14)        | 40,73 | 161,685      |
| 12   | Anke Baier        | 40,31 (14)        | 40,31 | 1:20,51 (9)         | 40,25 | 40,68 (17)        | 40,68 | 1:21,00 (12)        | 40,50 | 161,745      |

#### 1. Lauf 500 Meter
| Platz | Name                        | Land                | Zeit  | Punkte |
| ----- | --------------------------- | ------------------- | ----- | ------ |
| 1     | Bonnie Blair                | Vereinigte Staaten  | 39,29 | 39,29  |
| 2     | Susan Auch                  | Kanada              | 39,51 | 39,51  |
| 3     | Xue Ruihong                 | Volksrepublik China | 39,54 | 39,54  |
| 4     | Yoo Seon-hee                | Südkorea            | 39,59 | 39,59  |
| 5     | Ye Qiaobo                   | Volksrepublik China | 39,61 | 39,61  |
| 6     | Angela Hauck                | Deutschland         | 39,83 | 39,83  |
| 7     | Monique Garbrecht           | Deutschland         | 39,85 | 39,85  |
| 8     | Svetlana Bojarkina-Schurowa | Russland            | 39,90 | 39,90  |
| 9     | Kyoko Shimazaki             | Japan               | 40,00 | 40,00  |
| 10    | Sabine Völker               | Deutschland         | 40,14 | 40,14  |
|       |                             |                     |       |        |
| 14    | Anke Baier                  | Deutschland         | 40,31 | 40,31  |
| 20    | Emese Hunyady               | Österreich          | 40,87 | 40,87  |
| 29    | Emese Antal                 | Österreich          | 41,91 | 41,91  |

#### 1. Lauf 1.000 Meter
| Platz | Name              | Land                | Zeit    | Punkte |
| ----- | ----------------- | ------------------- | ------- | ------ |
| 1     | Bonnie Blair      | Vereinigte Staaten  | 1:18,88 | 39,44  |
| 2     | Yoo Seon-hee      | Südkorea            | 1:19,71 | 39,85  |
| 3     | Angela Hauck      | Deutschland         | 1:19,79 | 39,89  |
| 4     | Emese Hunyady     | Österreich          | 1:19,82 | 39,91  |
| 5     | Mihaela Dascălu   | Rumänien            | 1:19,97 | 39,98  |
| 6     | Shiho Kusunose    | Japan               | 1:20,00 | 40,00  |
| 7     | Monique Garbrecht | Deutschland         | 1:20,17 | 40,08  |
| 8     | Ye Qiaobo         | Volksrepublik China | 1:20,43 | 40,21  |
| 9     | Anke Baier        | Deutschland         | 1:20,51 | 40,25  |
| 10    | Xue Ruihong       | Volksrepublik China | 1:20,72 | 40,36  |
|       |                   |                     |         |        |
| 15    | Sabine Völker     | Deutschland         | 1:21,48 | 40,74  |
| 23    | Emese Antal       | Österreich          | 1:22,78 | 41,39  |

#### 2. Lauf 500 Meter
| Platz | Name                        | Land                | Zeit  | Punkte |
| ----- | --------------------------- | ------------------- | ----- | ------ |
| 1     | Bonnie Blair                | Vereinigte Staaten  | 39,12 | 39,12  |
| 2     | Xue Ruihong                 | Volksrepublik China | 39,22 | 39,22  |
| 3     | Yoo Seon-hee                | Südkorea            | 39,46 | 39,46  |
| 4     | Kyoko Shimazaki             | Japan               | 39,62 | 39,62  |
| 5     | Susan Auch                  | Kanada              | 39,64 | 39,64  |
| 6     | Angela Hauck                | Deutschland         | 39,65 | 39,65  |
| 7     | Catriona LeMay              | Kanada              | 39,80 | 39,80  |
| 8     | Svetlana Bojarkina-Schurowa | Russland            | 39,86 | 39,86  |
| 9     | Ye Qiaobo                   | Volksrepublik China | 39,90 | 39,90  |
| 10    | Monique Garbrecht           | Deutschland         | 40,00 | 40,00  |
| 11    | Sabine Völker               | Deutschland         | 40,07 | 40,07  |
|       |                             |                     |       |        |
| 17    | Anke Baier                  | Deutschland         | 40,68 | 40,68  |
| 26    | Emese Antal                 | Österreich          | 42,03 | 42,03  |

#### 2. Lauf 1.000 Meter
| Platz | Name              | Land                | Zeit    | Punkte |
| ----- | ----------------- | ------------------- | ------- | ------ |
| 1     | Bonnie Blair      | Vereinigte Staaten  | 1:19,11 | 39,55  |
| 2     | Angela Hauck      | Deutschland         | 1:19,29 | 39,64  |
| 3     | Monique Garbrecht | Deutschland         | 1:19,44 | 39,72  |
| 4     | Ye Qiaobo         | Volksrepublik China | 1:19,84 | 39,92  |
| 5     | Xue Ruihong       | Volksrepublik China | 1:19,92 | 39,96  |
| 6     | Shiho Kusunose    | Japan               | 1:19,98 | 39,99  |
| 7     | Oxana Rawilowa    | Russland            | 1:20,05 | 40,02  |
| 8     | Kyoko Shimazaki   | Japan               | 1:20,38 | 40,19  |
| 9     | Mihaela Dascălu   | Rumänien            | 1:20,73 | 40,36  |
| 10    | Seiko Hashimoto   | Japan               | 1:20,82 | 40,41  |
|       |                   |                     |         |        |
| 12    | Anke Baier        | Deutschland         | 1:21,00 | 40,50  |
| 14    | Sabine Völker     | Deutschland         | 1:21,47 | 40,73  |
| 26    | Emese Antal       | Österreich          | 1:23,30 | 41,65  |

### Männer

#### Endstand
- Zeigt die zwölf erfolgreichsten Sportler der Sprint-WM

| Rang | Name                | 1. Lauf 500 Meter | Pkt.  | 1. Lauf 1.000 Meter | Pkt.  | 2. Lauf 500 Meter | Pkt.  | 2. Lauf 1.000 Meter | Pkt.  | Gesamt- pkt. |
| ---- | ------------------- | ----------------- | ----- | ------------------- | ----- | ----------------- | ----- | ------------------- | ----- | ------------ |
| 1    | Dan Jansen          | 35,96 (1)         | 35,96 | 1:13,04 (4)         | 36,52 | 35,76 (1)         | 35,76 | 1:13,15 (4)         | 36,57 | 144,815      |
| 2    | Sergei Klewtschenja | 36,39 (3)         | 36,39 | 1:12,55 (1)         | 36,27 | 36,27 (5)         | 36,27 | 1:12,76 (2)         | 36,38 | 145,315      |
| 3    | Junichi Inoue       | 36,43 (4)         | 36,43 | 1:12,64 (2)         | 36,32 | 36,05 (2)         | 36,05 | 1:13,74 (9)         | 36,87 | 145,670      |
| 4    | Hiroyasu Shimizu    | 36,35 (2)         | 36,35 | 1:13,72 (9)         | 36,86 | 36,08 (3)         | 36,08 | 1:14,24 (15)        | 37,12 | 146,410      |
| 5    | Kevin Scott         | 36,87 (10)        | 36,87 | 1:13,52 (8)         | 36,76 | 36,55 (7)         | 36,55 | 1:12,69 (1)         | 36,34 | 146,525      |
| 6    | Igor Schelesowski   | 36,90 (11)        | 36,90 | 1:12,72 (3)         | 36,36 | 36,99 (16)        | 36,99 | 1:12,79 (3)         | 36,39 | 146,645      |
| 7    | Toshiyuki Kuroiwa   | 36,83 (9)         | 36,83 | 1:13,26 (6)         | 36,63 | 36,75 (9)         | 36,75 | 1:13,77 (10)        | 36,88 | 147,095      |
| 8    | Kim Yoon-man        | 36,56 (5)         | 36,56 | 1:13,87 (11)        | 36,93 | 36,53 (6)         | 36,53 | 1:14,51 (20)        | 37,25 | 147,280      |
| 9    | Liu Hongbo          | 36,62 (8)         | 36,62 | 1:14,25 (16)        | 37,12 | 36,83 (12)        | 36,83 | 1:13,62 (6)         | 36,81 | 147,385      |
| 10   | Pat Kelly           | 37,05 (16)        | 37,05 | 1:13,40 (7)         | 36,70 | 36,84 (13)        | 36,84 | 1:13,61 (5)         | 36,80 | 147,395      |
| 11   | Sylvain Bouchard    | 36,97 (12)        | 36,97 | 1:13,80 (10)        | 36,90 | 36,73 (8)         | 36,73 | 1:13,77 (10)        | 36,88 | 147,485      |
| 12   | Grunde Njøs         | 36,57 (6)         | 36,57 | 1:14,57 (20)        | 37,28 | 36,82 (11)        | 36,82 | 1:13,69 (7)         | 36,84 | 147,520      |

#### 1. Lauf 500 Meter
| Platz | Name                | Land                | Zeit  | Punkte |
| ----- | ------------------- | ------------------- | ----- | ------ |
| 1     | Dan Jansen          | Vereinigte Staaten  | 35,96 | 35,96  |
| 2     | Hiroyasu Shimizu    | Japan               | 36,35 | 36,35  |
| 3     | Sergei Klewtschenja | Russland            | 36,39 | 36,39  |
| 4     | Junichi Inoue       | Japan               | 36,43 | 36,43  |
| 5     | Kim Yoon-man        | Südkorea            | 36,56 | 36,56  |
| 6     | Grunde Njøs         | Norwegen            | 36,57 | 36,57  |
| 7     | Alexander Golubew   | Russland            | 36,60 | 36,60  |
| 8     | Liu Hongbo          | Volksrepublik China | 36,62 | 36,62  |
| 9     | Toshiyuki Kuroiwa   | Japan               | 36,83 | 36,83  |
| 10    | Kevin Scott         | Kanada              | 36,87 | 36,87  |
|       |                     |                     |       |        |
| 21    | Roland Brunner      | Österreich          | 37,21 | 37,21  |
| 23    | Lars Funke          | Deutschland         | 37,35 | 37,35  |
| 29    | Herbert Haan        | Österreich          | 38,36 | 38,36  |

#### 1. Lauf 1.000 Meter
| Platz | Name                | Land               | Zeit    | Punkte |
| ----- | ------------------- | ------------------ | ------- | ------ |
| 1     | Sergei Klewtschenja | Russland           | 1:12,55 | 36,27  |
| 2     | Junichi Inoue       | Japan              | 1:12,64 | 36,32  |
| 3     | Igor Schelesowski   | Belarus            | 1:12,72 | 36,36  |
| 4     | Dan Jansen          | Vereinigte Staaten | 1:13,04 | 36,52  |
| 5     | Gerard van Velde    | Niederlande        | 1:13,10 | 36,55  |
| 6     | Toshiyuki Kuroiwa   | Japan              | 1:13,26 | 36,63  |
| 7     | Pat Kelly           | Kanada             | 1:13,40 | 36,70  |
| 8     | Kevin Scott         | Kanada             | 1:13,52 | 36,76  |
| 9     | Hiroyasu Shimizu    | Japan              | 1:13,72 | 36,86  |
| 10    | Sylvain Bouchard    | Kanada             | 1:13,80 | 36,90  |
|       |                     |                    |         |        |
| 12    | Roland Brunner      | Österreich         | 1:14,00 | 37,00  |
| 15    | Lars Funke          | Deutschland        | 1:14,23 | 37,11  |
| 29    | Herbert Haan        | Österreich         | 1:15,93 | 37,96  |

#### 2. Lauf 500 Meter
| Platz | Name                | Land               | Zeit  | Punkte |
| ----- | ------------------- | ------------------ | ----- | ------ |
| 1     | Dan Jansen          | Vereinigte Staaten | 35,76 | 35,76  |
| 2     | Junichi Inoue       | Japan              | 36,05 | 36,05  |
| 3     | Hiroyasu Shimizu    | Japan              | 36,08 | 36,08  |
| 4     | Takahiro Hamamichi  | Japan              | 36,12 | 36,12  |
| 5     | Sergei Klewtschenja | Russland           | 36,27 | 36,27  |
| 6     | Kim Yoon-man        | Südkorea           | 36,53 | 36,53  |
| 7     | Kevin Scott         | Kanada             | 36,55 | 36,55  |
| 8     | Sylvain Bouchard    | Kanada             | 36,73 | 36,73  |
| 9     | Toshiyuki Kuroiwa   | Japan              | 36,75 | 36,75  |
| 10    | Alexander Golubew   | Russland           | 36,76 | 36,76  |
|       |                     |                    |       |        |
| 19    | Lars Funke          | Deutschland        | 37,23 | 37,23  |
| 20    | Roland Brunner      | Österreich         | 37,33 | 37,33  |
| 29    | Herbert Haan        | Österreich         | 38,27 | 38,27  |

#### 2. Lauf 1.000 Meter
| Platz | Name                | Land                | Zeit    | Punkte |
| ----- | ------------------- | ------------------- | ------- | ------ |
| 1     | Kevin Scott         | Kanada              | 1:12,69 | 36,34  |
| 2     | Sergei Klewtschenja | Russland            | 1:12,76 | 36,38  |
| 3     | Igor Schelesowski   | Belarus             | 1:12,79 | 36,39  |
| 4     | Dan Jansen          | Vereinigte Staaten  | 1:13,15 | 36,57  |
| 5     | Pat Kelly           | Kanada              | 1:13,61 | 36,80  |
| 6     | Liu Hongbo          | Volksrepublik China | 1:13,62 | 36,81  |
| 7     | Grunde Njøs         | Norwegen            | 1:13,69 | 36,84  |
| 8     | Lars Funke          | Deutschland         | 1:13,71 | 36,85  |
| 9     | Junichi Inoue       | Japan               | 1:13,74 | 36,87  |
| 10    | Sylvain Bouchard    | Kanada              | 1:13,77 | 36,88  |
|       |                     |                     |         |        |
| 17    | Roland Brunner      | Österreich          | 1:14,38 | 37,19  |
| 30    | Pascal Hinni        | Schweiz             | 1:17,70 | 38,85  |